# Jordan Adams (1994)
Jordan LaVell Adams (Atlanta, 8 luglio 1994) è un cestista statunitense.

## Carriera
Dopo due stagioni in NCAA con gli UCLA Bruins (di cui l'ultima chiusa con oltre 17 punti e 5 rimbalzi di media) viene scelto alla ventiduesima chiamata del Draft 2014 dai Memphis Grizzlies.

## Palmarès
- Campionato venezuelano: 1

Gladiadores de Anzoategui: 2023